# برنان جانسون
برنان جانسون (انگلیسی: Brennan Johnson؛ زادهٔ ۲۳ مهٔ ۲۰۰۱) بازیکن فوتبال اهل بریتانیا است که برای باشگاه فوتبال تاتنهام بازی می‌کند.

وی همچنین در تیم ملی فوتبال ولز بازی کرده‌است.

## دوران باشگاهی

### ناتینگهام فارست
پس از پیوستن به آکادمی ناتینگهام فارست از دانکرک در هشت سالگی، جانسون اولین بازی حرفه ای خود را در سن هجده سالگی انجام داد و در ۳ اوت ۲۰۱۹ به عنوان بازیکن تعویضی دقیقه ۸۸ در باخت ۲–۱ مقابل باشگاه فوتبال وست برومویچ آلبیون در روز افتتاحیه برای باشگاه ظاهر شد.
اولین گل حرفه ای جانسون برای ناتینگهام فارست در تساوی ۱–۱ مقابل رقیب محلی، باشگاه فوتبال دربی کانتی در ۲۸ اوت ۲۰۲۱ به ثمر رسید.

### لینکولن سیتی (قرضی)
در ۲۵ سپتامبر ۲۰۲۰، جانسون به صورت قرضی یک فصل به باشگاه فوتبال لینکولن سیتی پیوست. دو روز بعد، او اولین بازی خود را برای لینکولن انجام داد و از روی نیمکت مقابل چارلتون اتلتیک به میدان آمد.
او اولین گل حرفه ای خود را مقابل پلیموث آرگیل به ثمر رساند. در آوریل ۲۰۲۱، جانسون اولین هت تریک دوران حرفه ای خود را در بازی مقابل میلتون کینز دانز به ثمر رساند و جانسون تنها ۱۱ دقیقه برای انجام این کار وقت گذاشت.

## دوران ملی
جانسون واجد شرایط بازی برای انگلستان، جامائیکا و ولز در سطح بین‌المللی بود. او بازی ملی را با انگلیس را آغاز کرد، سپس در سال ۲۰۱۸ به ولز پیوست. در سپتامبر ۲۰۲۰ جانسون برای اولین بار به تیم بزرگسالان ولز دعوت شد.
جانسون اولین بازی خود برای ولز را در ۱۲ نوامبر ۲۰۲۰ در تساوی ۰–۰ مقابل ایالات متحده آمریکا انجام داد.
جانسون اولین گل خود را برای ولز در ۱۱ ژوئن ۲۰۲۲ در تساوی ۱–۱ لیگ ملت‌های اروپا مقابل بلژیک به ثمر رساند.

## زندگی شخصی
برنان جانسون فرزند دیوید جانسون بازیکن سابق تیم باشگاه فوتبال ایپسویچ تاون و ناتینگهام فارست است.